# Docusign
DocuSign är ett företag som tillhandahåller tjänster för att underlätta signering av elektroniska dokument. Företaget är baserat i San Francisco och Seattle. Tjänsten säkerställer användarens identiteten och omfattar även gruppsignering. Signaturer via Docusign motsvarar traditionella signaturer eftersom Docusign följer ESIGN Act likväl som EU:s Directive 1999/93/EC on electronic signatures.
Aktieägarna har skjutit till sammanlagt 443 miljoner dollar sedan företaget grundades 2003.